# Drimia namibensis
Drimia namibensis ist eine Pflanzenart der Gattung Drimia in der Familie der Spargelgewächse (Asparagaceae). Das Artepitheton namibensis verweist auf das Vorkommen der Art in der Wüste Namib.

## Beschreibung
Drimia namibensis wächst mit eiförmig-kugelförmigen Zwiebeln mit einem Durchmesser von bis zu 5 Zentimetern. Die Zwiebelschuppen sind fleischig. Die Blattbasen sind quer gebändert. Ihre stielrunden Wurzeln sind sukkulent. Die zwei bis zu sechs, glauken, linealisch-lanzettlichen Laubblätter sind aufsteigend und erscheinen nach den Blüten. Ihre längsfurchige Blattspreite ist bis zu 24 Zentimeter lang und 2,5 Zentimeter breit. 
Der aufrechte und im oberen Teil vielblütige Blütenstand erreicht eine Länge von bis zu 70 Zentimeter. Die Brakteen sind gespornt. Die Blüten stehen an bis zu 8 Millimeter langen Blütenstielen. Die glockenförmige Blütenhülle ist blass malvenfarben. Die Staubfäden sind an ihrer Basis verwachsen und 1,5 Millimeter lang. Der Fruchtknoten ist eiförmig. Die Blütezeit ist der Hochsommer.
Die eiförmigen Früchte sind bis zu 7 Millimeter lang. Sie enthalten längliche, flache, schwarze Samen mit einer Länge von 5 Millimetern.

## Systematik und Verbreitung
Drimia namibensis ist im Süden von Namibia in der Sukkulenten-Karoo verbreitet.
Die Erstbeschreibung als Rhadamanthus namibensis durch Anna Amelia Obermeyer wurde 1980 veröffentlicht. John Charles Manning und Peter Goldblatt stellten die Art im Jahr 2000 in die Gattung Drimia.

## Nachweise